# Анатольевка (Крым)
Анато́льевка (до 1948 года Сура́н, Сура́н-Чуб; укр. Анатолівка, крымскотат. Suran) — исчезнувшее село в Джанкойском районе Республики Крым, располагавшееся на западе района, в степной части Крыма, примерно в 3 км к востоку от современного села Павловка.

### Динамика численности населения
- 1864 год — 8 чел.[5]
- 1892 год — 0 чел.[6]
- 1900 год — 10 чел.[7]
- 1915 год — 4/16 чел.[8][9]
- 1926 год — 50 чел.[10]

## История
Впервые в доступных источниках поселение встречается в «Списке населённых мест Таврической губернии по сведениям 1864 года», составленном по результатам VIII ревизии 1864 года, согласно которому Суран (Богдановка) — владельческий хутор в Перекопском уезде, с 1 двором и 8 жителями при колодцахъ. На карте 1865—76 года обозначен хутор некоего Карпенко Суран.
После земской реформы 1890 года Суран отнесли к Богемской волости. В «…Памятной книжке Таврической губернии на 1892 год» в сведениях о Богемской волости никаких данных о деревне, кроме названия, не приведено. По «…Памятной книжке Таврической губернии на 1900 год» на хуторе Суран числилось 10 жителей в 1 дворе. По Статистическому справочнику Таврической губернии. Ч.II-я. Статистический очерк, выпуск пятый Перекопский уезд, 1915 год, на хуторе Суран (Чуба) Богемской волости Перекопского уезда числился 1 двор с русским населением в количестве 4 человек приписных и 16 «посторонних» жителей.
После установления в Крыму Советской власти, по постановлению Крымревкома от 8 января 1921 года № 206 «Об изменении административных границ» была упразднена волостная система и в составе Джанкойского уезда был создан Джанкойский район. В 1922 году уезды преобразовали в округа. 11 октября 1923 года, согласно постановлению ВЦИК, в административное деление Крымской АССР были внесены изменения, в результате которых округа были ликвидированы, основной административной единицей стал Джанкойский район и село включили в его состав. Согласно Списку населённых пунктов Крымской АССР по Всесоюзной переписи 17 декабря 1926 года, в хуторе Суран (бывший Чуба), Павловского сельсовета Джанкойского района, числилось 13 дворов, из них 12 крестьянских, население составляло 50 человек, все русские.
В 1944 году, после освобождения Крыма от фашистов, 12 августа 1944 года было принято постановление № ГОКО-6372с «О переселении колхозников в районы Крыма» и в сентябре 1944 года в район приехали первые новоселы (27 семей) из Каменец-Подольской и Киевской областей, а в начале 1950-х годов последовала вторая волна переселенцев из различных областей Украины. С 25 июня 1946 года селение в составе Крымской области РСФСР
Указом Президиума Верховного Совета РСФСР от 18 мая 1948 года Суран (или Суран-Чуб) переименовали в Анатольевку. С 25 июня 1946 года селение в составе Крымской области РСФСР. Время включения в Новокрымский сельсовет пока не установлено: на 15 июня 1960 года посёлок уже числился в его составе. Ликвидирован к 1968 году (согласно справочнику «Крымская область. Административно-территориальное деление на 1 января 1968 года» — в период с 1954 по 1968 годы).